# 会津風土記
『会津風土記』（あいづふどき）は、会津藩藩主、保科正之の命により編纂された藩撰地誌。寛文6年（1666年）に完成し、近世における地誌編纂の嚆矢と評価されている。

## 解題
『会津風土記』は近世における地誌編纂の嚆矢と見なされてきた。本書の編纂の契機は、一つには保科正之のもとでの会津藩政の儒学への傾斜とそこから生じる一連の宗教政策（後述）であり、いま一つには寛文印知改において、領内の地名・郡名を明確に確定することが出来ず、不本意な状態で朱印状が下された状態を解消しようとする問題意識であった。本書の編纂事業は、前者においては寺社統制・神仏分離および延喜式内社を始めとする古社復興における基礎資料として用いられ、後者では朱印状改定を訴えるための根拠として、当代の高名な儒学者の序文・跋文を得て権威を高めつつ、利用された。
だが、こうした地誌編纂は、本書が成立した寛文期には一般的な事柄とは言い難い。また、単に統治実務に必要な情報を集約するのみであれば必ずしも地誌編纂は行われる必要はなく、郷帳の集成でも事足りる。したがって地誌編纂事業に至るには、中国方志や古風土記といった地誌書に関する知識や地誌編纂の思想を伴わなければならない。事実、同時期に編纂されたいくつかの藩撰地誌を見ても、『大明一統志』や『方輿勝覧』といった中国方志を参照していたり、編纂と並行して寺社統制が進められていたりといった点を確認することができる。
また、寛文印知改に際して各藩が行った調査は、中世以来の郡名・地名等を、現地調査を経て『和名類聚抄』等に記された古代におけるそれに比定するとともに、郡名・地名等を旧に復する作業をしばしば伴う事業となった。かかる事業においては、各藩は自領の歴史と直面することになり、各藩および幕府では地理書が要求された。『会津風土記』に林鵞峯・山崎闇斎が寄せた序文・跋文では、古風土記の散逸とその後の地誌編纂の不在が問題として把握され、地誌としての風土記を復興するべきことが提言されたが、かかる問題意識は幕閣によっても意識されたところであった。鵞峯・闇斎らは、地誌編纂の問題を指摘するにあたって、日本と中国の地誌編纂と建国以来の歴史を比較するという論理をとった。例えば闇斎は、『大明一統志』を中国皇帝による全国の地域・要害を掌握し、国家の繁栄をもたらすものとして理解し、その日本における不在を批判した。かかる鵞峯・闇斎らの論理にとって、地誌編纂とは統治秩序の構築と異ならないものであって、自らの伝統たる古風土記に従うべきものであった。だが、風土記の復興に際して伝統として依拠すべき古風土記は既に失われて久しく、それゆえ同時期の中国における『大明一統志』を、また『大明一統志』の背景となる『周礼』を参照点とすることを闇斎は論じた。こうした提言には実証的には疑問の余地があるものであったが、後に繰り返し引用・参照され続け、影響を与えた。寛文期の地誌編纂は、儒学思想に傾倒した少数の藩によって試みられたにとどまり、地誌編纂の思想が全国に影響力を持ち始めるのは18世紀に入ってからのことである。とはいえ、『会津風土記』は、近世日本における地誌の復興にあたって、中国方志と日本古代の古風土記を統合し、モデルとするという思想もしくは文明意識の確立を示している。

## 成立史

### 保科正之藩政と会津
『会津風土記』成立の背景として挙げられなければならないのは、保科氏（会津松平家）の会津移封である。会津蘆名氏が天正17年（1589年）に滅亡してから寛永20年（1643年）に保科氏が移封されるまで、会津では6度にわたって領主が交代し、その間に中世以来の在地領主らは勢力を温存し、村々を支配し続ける郷頭として地歩を築いていた。保科氏による会津藩の支配は、郷頭と対峙し、彼らの勢力を排して村方を直接掌握すること、すなわち近世的地方支配の実現を目指すことに基調が置かれていた。
保科正之の藩政はまた、正之の儒学および神道への傾倒に大きく影響されていたことでも知られている。正之は、もともと『六韜』・『三略』や仏典へ関心を寄せていたが、幕府の儒医であった土岐長元の影響により儒学への傾倒を深め、後に林羅山門人の服部安休・横田俊益、長沢潜軒門人の小櫃素伯らを登用して儒学の導入に努め、法と儀礼に即して統治を行う文治体制の確立をすすめた。また、服部安休は神道家としても知られた人物であったが、加えて寛文元年（1661年）には神道家の吉川惟足が会津藩の江戸藩邸に招かれた。
こうして登用された儒者たちの提言は政策立案に反映されたと考えられており、寛文3年（1663年）の「御政事御執行之御趣意」で儒学重視の方針が確立する。正之は、自身と同様に儒学へ傾倒した佐藤勘十郎を国家老に登用し家老衆の綱紀粛正を図るのに次いで、郡奉行および代官の綱紀粛正と領内巡検を実施した。また、正之の実行した社会政策には、農民に低利で米を貸し出す社倉制、90歳以上の老人への扶持給付、火葬や堕胎の禁止、巫女等の加持祈祷の様な迷信・異言託宣の禁止、新規の寺院取立と特別に理由の無い者の出家の禁止などが挙げられるが、これらの政策は儒学の影響によるものであり、特に寺社統制は寛文期における藩政の重要な柱とされただけでなく、『会津風土記』編纂にも重要な関連があった。

### 『会津風土記』の編纂
こうした背景のもと、本書編纂への直接的な契機となったのは、寛文4年（1664年）の寛文印知改であった。会津藩ではそれに先行して、幕府に提出するべく記録の整理をすすめていたが、その過程で各地の地名に「古今之異同」（『家世実記』寛文4年5月24日条）が見出され、その措置を幕府に問い合わせた。地名の異同を詳細に記録にとどめるよう求めた幕府の指示に従って調査が進められたものの、多くの郡において郡名を確定することが出来ず、さらに幕府の所蔵する資料をも調査したにもかかわらず、問題を解消することが出来なかった。そうした状態にもかかわらず、幕府の督促により会津藩は郷帳を提出せざるを得なくなり、地名・郡名に疑義の残った状態のまま、同年6月3日に会津藩に対する領地判物が下されるに至った。
この事態は深刻なものとして受けとめられたものと見え、同年中に正之は国家老の佐藤勘十郎に領内風土の調査を命じた。この調査は寺社改の一環として命じられ、寺社改と責任者・担当者が重複している。領内の地誌事項の調査に次いで、翌寛文5年（1665年）には郷頭に「万改帳」（土地帳）を提出させ始めた。この「万改帳」は組の構成村ごとに境界、戸口、耕作面積から始まり、河川・山岳・植物の様な自然地理から、寺社・道路・堰堤といった人文地理に属するものまで、村ごとの地誌事項を枚挙した文書である。そうした文書の提出を要求することは、藩権力が郷頭の支配領域に侵入し、直接に藩領を掌握することへの道を開くものであったため、郷頭と藩との間には緊張関係があった。
編纂事業は寛文6年（1666年）8月に完了し、山崎闇斎の潤色と序文を加えて完成された。完成した『会津風土記』は、江戸藩邸の正之のもとに届けられ、正之は老中たちに完成を報告するだけでなく、幕閣を招いて読み聞かせることをも行った。これは後述するように将軍への献上が念頭にあったと見られるが、このときには実現を見ていない。
こうして完成を見た『会津風土記』は、藩政における基準として用いられるようになった。寛文6年（1666年）から寛文7年（1667年）にかけて、会津藩は建立20年未満の寺院の破却や荒廃寺院の再興禁止、神仏分離を進めた。その一方で、延喜式内社とされながら長らく所在地不明であった蚕養国神社、磐椅神社が復興された。これらの神社の再興は、比定地と推定される地が『会津風土記』編纂のための調査の過程で発見されたことが契機で、本書に次いで編纂が開始された寺社改において、幕府により旧地と決定されたことによるものであった。のみならず、寛文12年（1672年）閏6月に制定された神社条目では、祭神の相殿を禁じて郡の間で祭神が混交するのを禁じたが、その際に郡分けは『会津風土記』に依拠するよう規定されていた。

### 将軍献上と朱印状改定
会津藩ではその後も地誌の増補作業を進めるとともに、正之が完成させた 5冊の儒学関係の書物（会津五部書）を将軍に献上するべく運動を始めた。『会津風土記』『会津神社志』など5冊には、林鵞峯・吉川惟足・山崎闇斎らの序文や跋文が添えられ、延宝3年（1675年）12月には献上が許可された。この献上は、朱印状改定が目指してのものであった。すなわち、寛文印知では前述のように地名や郡名が不確かなまま朱印状が発行されたが、本書の完成により地名未確定という問題は解消した。そして本書に即して朱印状を改定することなくしては、「（正之の）御本意に達せず」（『家世実紀』延宝4年〈1677年〉12月9日条）と把握されていたのである。しかしながら、朱印状が本書に従って書き換えられるには、貞享元年（1684年）の徳川綱吉による貞享印知を待たなければならなかった。

## 活字本書誌
- 国書刊行会編、1906、『続々群書類従 第8 地理書』、国書刊行会 pp.885-908
- 庄司 吉之助、1979、『会津風土記・風俗帳 巻1』、吉川弘文館 pp.33-58

## 注
1. ↑  白井[2004: 35]の注(1)参照。ただし、白井は近世における地誌編纂について異なる見通しを指摘している[白井 2004: 第1章]。
2. 1 2 3 4  白井[2004: 49]
3. ↑  白井[2004: 第1章]
4. ↑  白井[2004: 50]
5. ↑  白井[2004: 50-55]
6. ↑  特に、地誌編纂への取り組みを示した藩がしばしば移封された領主を頂く藩であることを考慮するならば、本書を含め、この時期の地誌編纂事業とは、各地に根付く中世以来の勢力を排しつつ、近世的地方支配を実現するための手段であったと言えよう[白井 2004: 50]。後述するように他所から移封された領主である保科氏は、領国内に勢力を持つ中世以来の郷頭を排しつつ、領内を把握し近世的地方支配を実現しなければならなかった。
7. ↑  白井 [2004: 55-58]
8. ↑  藤井譲治、1980、「家綱政権論」、『講座日本近世史 4』、有斐閣 所収
9. ↑  白井[2004: 57-58]
10. ↑  白井[2004: 58-59]。『周礼』は理想の政治体制とした周の礼制に関する書物であって[白井 2004: 22]、それ自体が既に政治的な思想性を帯びている。
11. ↑  白井[2004: 63]
12. ↑  白井 [2004: 60]
13. ↑  白井[2004: 59]
14. ↑  羽賀[1998: 303、305-306]
15. ↑  会津若松史出版委員会[1965: 14-21]。保科氏による会津支配の確立については福島県[1971]を参照。
16. 1 2 3  会津若松史出版委員会[1965: 第5章]
17. ↑  近藤啓吾、 1986、『山崎闇齋の研究』、神道史学会（神道史研究叢書）
18. 1 2  会津若松史出版委員会[1965: 347-350]
19. ↑  会津若松史出版委員会[1965: 350]
20. ↑  会津若松史出版委員会[1965: 357-362]
21. ↑  白井[2004: 40]
22. 1 2 3  白井[2004: 41]
23. ↑  会津若松史出版委員会 [1965: 29-32]、福島県[1971: 94-95]
24. ↑  火葬については『家世実記』において特に「不孝」と述べられた（家世実紀刊本編纂委員会編、1976、『会津藩家世実紀 第2巻』、吉川弘文館 p.110）。
25. ↑  会津若松史出版委員会[1965: 11、362]
26. ↑  会津若松史出版委員会[1965: 362]
27. ↑  会津若松史出版委員会[1965: 417]
28. 1 2  白井[2004: 41-43]
29. 1 2  白井[2004: 45]
30. 1 2  白井[2004: 46]
31. ↑  会津若松史出版委員会[1965: 362-364、414-417]
32. ↑  白井[2004: 45]、会津若松史出版委員会[1965: 362]
33. ↑  会津若松史出版委員会[1965: 367-375]
34. ↑  白井[2004: 47]
35. ↑  阿部俊夫、1996、「藩撰地誌『会津風土記』の編纂と会津四郡 - 寛文・貞享印知との関連で」、『福島県歴史資料館研究紀要』第18号（1996年3月）所収

## 文献
- 会津若松史出版委員会、1965、『会津若松史』第3巻、会津若松市
- 庄司 吉之助、1979、『会津風土記・風俗帳 巻1』、吉川弘文館
- 白井 哲哉、2004、『日本近世地誌編纂史研究』、思文閣出版〈思文閣史学叢書〉 ISBN 4-7842-1180-2
- 羽賀 祥二、1998、『史蹟論 - 19世紀日本の地域社会と歴史意識』、名古屋大学出版会 ISBN 4-8158-0347-1
- 福島県、1971、『福島県史』第2巻、福島県